# Blanc (mynt)
Blanc var ett silvermynt av groschenstorlek förekommande i Frankrike från omkring 1350 till in på 1500-talet.
1 grand blanc motsvarade 10-12 deniers. 1 petit blanc eller demi blanc motsvarade 5-6 deniers. Allt efter bilderna på mynen hade blancen olika namn som till exempel à la couronne och  à la fleur de lis.